# Црна Гора на Светском првенству у атлетици на отвореном 2013.
Црна Гора је на Светском првенству у атлетици на отвореном 2013. одржаном у Москви од 10. до 18. августа, учествовала четвртим пут као самостална земља, са двоје спортиста.
На овом првенству Црна Гора није освојила ниједну медаљу. Није било нових националних, личних и рекорда сезоне.

## Учесници
| Мушкарци: - Данијел Фуртула — Бацање диска | Жене: - Слађана Перуновић — Маратон |  |

## Резултати

### Мушкарци
| Атлетичар       | Дисциплина   | Лични рекорд | Квалификације | Квалификације | Полуфинале           | Полуфинале           | Финале               | Финале  | Детаљи |
| Атлетичар       | Дисциплина   | Лични рекорд | Резултат      | Место         | Резултат             | Место                | Резултат             | Место   | Детаљи |
| --------------- | ------------ | ------------ | ------------- | ------------- | -------------------- | -------------------- | -------------------- | ------- | ------ |
| Данијел Фуртула | Бацање диска | 64,60 НР     | 57,77         | 14. у гр. 1   | Није се квалификовао | Није се квалификовао | Није се квалификовао | 52 / 54 |        |

### Жене
| Атлетичарка       | Дисциплина | Лични рекорд | Квалификације | Квалификације | Финале             | Финале             | Детаљи         |
| Атлетичарка       | Дисциплина | Лични рекорд | Резултат      | Место         | Резултат           | Место              | Детаљи         |
| ----------------- | ---------- | ------------ | ------------- | ------------- | ------------------ | ------------------ | -------------- |
| Слађана Перуновић | Маратон    | 2:39:07 НР   |               |               | Није завршила трку | Није завршила трку | [ мртва веза ] |